# ࢶ
Bāʾ petit mīm suscrit ‹ ࢶ › est une lettre additionnelle de l’alphabet arabe utilisée dans l’écriture du bravanais. Elle est composée d’un bāʾ ‹ ب › diacrité d’un petit mīm suscrit.